# Центр им. Гельмгольца по исследованию инфекционных заболеваний
Центр им. Гельмгольца по исследованию инфекционных заболеваний (нем. Helmholtz-Zentrum für Infektionsforschung GmbH, HZI) — научно-исследовательское учреждение в Германии.
Центр был создан 18 июля 2006 года путем переименования из «Общества биотехнологических исследований» (нем. Gesellschaft für Biotechnologische Forschung mbh, GBF), занимается исследованиями инфекций в Брауншвейге и принадлежит Объединению немецких исследовательских центров имени Гельмгольца.

## История
Центр им. Гельмгольца по исследованию инфекционных заболеваний имеет многолетнюю историю. Его разработка началась в 1965 году. В это время в Брауншвейге был основан предшественник центра — Институт молекулярной биологии, биохимии и биофизики (нем. Institut für Molekulare Biologie, Biochemie und Biophysik, IMB). Инициатором создания института стал химик Ханс Херлофф Инхоффен (1906—1992). Его поддержали и другие известные учёные, в частности лауреат Нобелевской премии по химии Манфред Эйген. В 1968 году с помощью Фонда Фольксвагена институт был преобразован в «Общество молекулярно-биологических исследований» (нем. Gesellschaft für Molekularbiologische Forschung mbH, GMBF). В 1976 году институт был переименован в «Общество биотехнологических исследований» (нем. Gesellschaft für Biotechnologische Forschung, GBF), а в 2006 году получил нынешнее название «Центр им. Гельмгольца по исследованию инфекционных заболеваний». Центр финансируется акционерами в соотношении: Федеративная Республика Германия (90 %) и федеральные земли Нижняя Саксония (8 %), Саар (1 %) и Бавария (1 %).

## Исследования
Основное внимание в работе центра уделяется изучению патогенов, которые имеют медицинское значение или могут быть использованы в качестве модели для исследования механизмов инфекции. В центре работает около 800 человек, а годовой бюджет в базовом финансировании составляет около 58 миллионов евро. Центр сотрудничает с университетами и другими исследовательскими институтами в Германии и за рубежом и является частью национальной сети исследований генома. Совместно с Ганноверской медицинской школой он готовит молодых ученых, чтобы они стали квалифицированными исследователями инфекций. В ноябре 2010 года Федеральное министерство образования и научных исследований Германии выбрало его партнером Немецкого центра исследований инфекций.

### COVID-19
В связи с пандемией COVID-19 центр занимается созданием имитационных моделей возможного распространения вируса SARS-CoV-2 с целью информирования государства и моделирования необходимого дистанцирования. С 2015 года центр занимается разработкой программного обеспечения системы надзора, управления реагированием на вспышки и анализа (SORMAS) для борьбы с эпидемиями, которое в 2020 году было расширено за счет включения модуля COVID-19 и используется в органах здравоохранения многих стран. В середине марта 2021 года с программным обеспечением SORMAS работала четверть органов здравоохранения Германии. Центр провел крупномасштабные исследования антител MuSPAD. В конце 2021 года пресс-служба центра опубликовала отчет об этой работе.

## Отделения
Помимо штаб-квартиры в Брауншвейге, центр имеет офисы и дочерние институты:
- Брауншвейгский интегрированный центр системной биологии (Braunschweig Integrated Centre of Systems Biology, BRICS), Брауншвейг
- Центр индивидуализированной инфекционной медицины (Centre for Individualised Infection Medicine, CiiM), Ганновер
- Центр структурной системной биологии (Centre for Structural Systems Biology, CSSB), Гамбург
- Институт фармацевтических исследований имени Гельмгольца (HIPS), Саарбрюккен
- Институт Гельмгольца по исследованию инфекций, основанных на РНК (Helmholtz-Institut für RNA-basierte Infektionsforschung, HIRI), Вюрцбург
- Учебный центр при Центре клинических исследований (Studienzentrum Hannover im Clinical Research Centreб CRC) Ганновера
- Центр экспериментальных и клинических исследований инфекций (Zentrum für Experimentelle und Klinische Infektionsforschung, TWINCORE), Ганновер
- Институт целостного здоровья имени Гельмгольца (Helmholtz-Institut für One Health), Грайфсвальд